# Lover Be Thy Name
A Lover Be Thy Name című kislemez a trinidad-német származású Haddaway 1995-ben megjelent 3. és egyben utolsó kimásolt kislemeze a The Drive című albumról. 
A 12-es bakelit és CD Maxi változaton csupán a dal rádió változata szerepel, valamint az I Know és Give It Up dalok.

## Megjelenések
CD Maxi  Németország Coconut 74321 31305 2
1. Lover Be Thy Name - 3:47
2. I Know - 4:32
3. Give It Up - 4:15

## Slágerlista
| Slágerlista (1995)                 | Legjobb helyezés |
| ---------------------------------- | ---------------- |
| Finnország (Singlet Top 20)        | 17               |
| Németország (Media Control Charts) | 65               |